# Randy Schekman
Randy Wayne Schekman (Saint Paul, Minnesota, 30 de dezembro de 1948) é um biólogo celular estadunidense. Foi laureado com o Nobel de Fisiologia ou Medicina de 2013, juntamente com James Rothman e Thomas Südhof.
Trabalha com biologia celular na Universidade da Califórnia em Berkeley. Foi editor-chefe do Proceedings of the National Academy of Sciences. Em 2011 foi anunciado como editor da eLife, um novo periódico de acesso livre publicado conjuntamente pelo Howard Hughes Medical Institute, Sociedade Max Planck e Wellcome Trust, lançado em 2012. Foi eleito membro da Academia Nacional de Ciências dos Estados Unidos em 1992.

## Educação
Schekman obteve o título de BA em ciências moleculares na Universidade da Califórnia em Los Angeles, e um PhD em 1975 na Universidade Stanford, com pesquisas sobre replicação do DNA.

## Pesquisa
Schekman é investigador do Howard Hughes Medical Institute desde 1991, Divisão de Bioquímica e Biologia Molecular, Departamento de Biologia Molecular e Celular da Universidade da Califórnia em Berkeley. O Laboratório Schekman da universidade realiza pesquisas sobre descrições moleculares do processo de formação da membrana e transporte de vesículas em células eucariontes incluindo leveduras.

## Prêmios
Em 2002 Schekman recebeu o Prêmio Albert Lasker de Pesquisa Médica Básica e o Prêmio Louisa Gross Horwitz da Universidade Columbia juntamente com James Rothman, por sua descoberta do tráfego de membrana celular, um processo que as células usam para organizar suas atividades e comunicar com seu meio ambiente. Em 2010 recebeu o Prêmio Massry da Keck School of Medicine of USC (Universidade do Sul da Califórnia). Schekman é também membro do comitê de seleção para biologia e medicina que escolhe os ganhadores do Prêmio Shaw.
Em 2013 foi eleito membro estrangeiro da Royal Society. Sua nominação expressa foi:

"Using a brilliantly conceived genetic screen, Schekman isolated sec mutants that accumulate secretory pathway intermediates, he cloned the corresponding genes and he established biochemical reactions that faithfully reproduced specific secretory pathway events. These studies transformed the secretion field, previously descriptive and morphological, into a molecular and mechanistic one. The cell-free reactions that Schekman established led to his isolation of the Sec61 translocation complex, the (COPII) vesicle coat complex, and the first purified inter-organelle transport vesicles. The Sec proteins are strikingly conserved and the trafficking mechanisms that Schekman discovered are at the heart of neurotransmission, hormone secretion, cholesterol homeostasis and metabolic regulation."
Schekman, Thomas Südhof e James Rothman foram laureados em 2013 com o Nobel de Fisiologia ou Medicina "por suas descobertas do mecanismo de regulagem do transporte de vesículas, um dos maiores sistemas de transporte de nossa células".